# Estrella Xtravaganza
Estrella Xtravaganza, nombre artístico de Fernando Carretero Vega (Jerez de la Frontera, 2 de diciembre de 1995), es una drag queen española.

## Biografía
Carretero estudió periodismo en Barcelona, donde reside. Inició su carrera en el arte drag en 2018. También tiene un grupo de música, Lolita Express, que grabó el álbum El futuro es underground.
Estrella Xtravaganza eligió su nombre drag a partir de su gusto por la película La sirenita, tomando el primer nombre de Estrella de Mar, y de «House of Xtravaganza», una de las familias drags más reconocidas de Nueva York.
En 2022 fue anunciada como una de las participantes de la segunda temporada de Drag Race España, versión española de la franquicia Drag Race. Durante el episodio de talent show, presentó Gorda y divina, canción con base musical de «Roar» de Katy Perry. Llegó a la final, pero no logró alcanzar la victoria, título que obtuvo su compañera Sharonne. Tras su participación en el reality, fue parte del elenco del espectáculo Gran Hotel de las Reinas.
También fichó con la plataforma AtresPlayer para protagonizar junto a Supremme de Luxe, Sharonne y Pupi Poisson Reinas al rescate, donde viajarán por localidades de la España profunda buscando historias LGBTI.

## Filmografía

### Televisión
| Año  | Título                           | Personaje  | Cadena      | Notas                      |
| ---- | -------------------------------- | ---------- | ----------- | -------------------------- |
| 2021 | The Farm's Queens                | Ella misma | YouTube     | Webseries                  |
| 2022 | Drag Race España                 | Ella misma | Atresplayer | Concursante - 2º/3º puesto |
| 2022 | Reinas al Rescate                | Ella misma | Atresplayer | Presentadora               |
| 2022 | APM?                             | Ella misma | TV3         | Invitada                   |
| 2022 | Gran Hotel de las Reinas         | Ella misma | Atresplayer |                            |
| 2023 | Vestidas de Azul                 | Pandereta  | Atresplayer | 1 episodio                 |
| 2024 | Sexo, Famosos y Muñecos de Trapo | Ella misma | Atresplayer | Invitada                   |
| 2024 | Regias del Drag España           | Ella misma | YouTube     | Jueza invitada             |

## Teatro
- Las defectos de Carles Cuevas (2023)
- La llamada de Javier Calvo y Javier Ambrossi como Milagros (2023-)
- Yo sí hablaré de ti de Anthony Senén como Luna (2023-)

## Discografía

### Álbumes
- El futuro es underground (con Lolita Express)[1]
- Gorda y divina

### Sencillos
- La reina de la granja[1]
- Fiesta (con Turista Sueca) [1]
- Gorda y divina
- Llévame al cielo (Remix) (con Supremme de Luxe, Sharonne, Marina y Venedita Von Däsh)
- Merca Donna Girl
- Las divas también lloran[8]
- Maricón (con Choriza May)
- Believe
- Dorozorra (con BRODWEI, Carlos Baez y Adrián Cuenca)

## Publicaciones
- Estrella Xtravaganza es travestí[1]